# Mimatimura rufescens
Mimatimura rufescens là một loài bọ cánh cứng trong họ Cerambycidae.